# Sobčice
Sobčice (en allemand : Sobschitz) est une commune du district de Jičín, dans la région de Hradec Králové, en République tchèque. Sa population s'élevait à 284 habitants en 2022.

## Géographie
Sobčice se trouve à 13 km à l'est-sud-est de Jičín, à 29 km au nord-ouest de Hradec Králové et à 84 km au nord-est de Prague.
La commune est limitée par Choteč au nord, par Ostroměř à l'est, et par Chomutice au sud et à l'ouest.

## Histoire
La première mention écrite de la localité date de 1369.

## Galerie

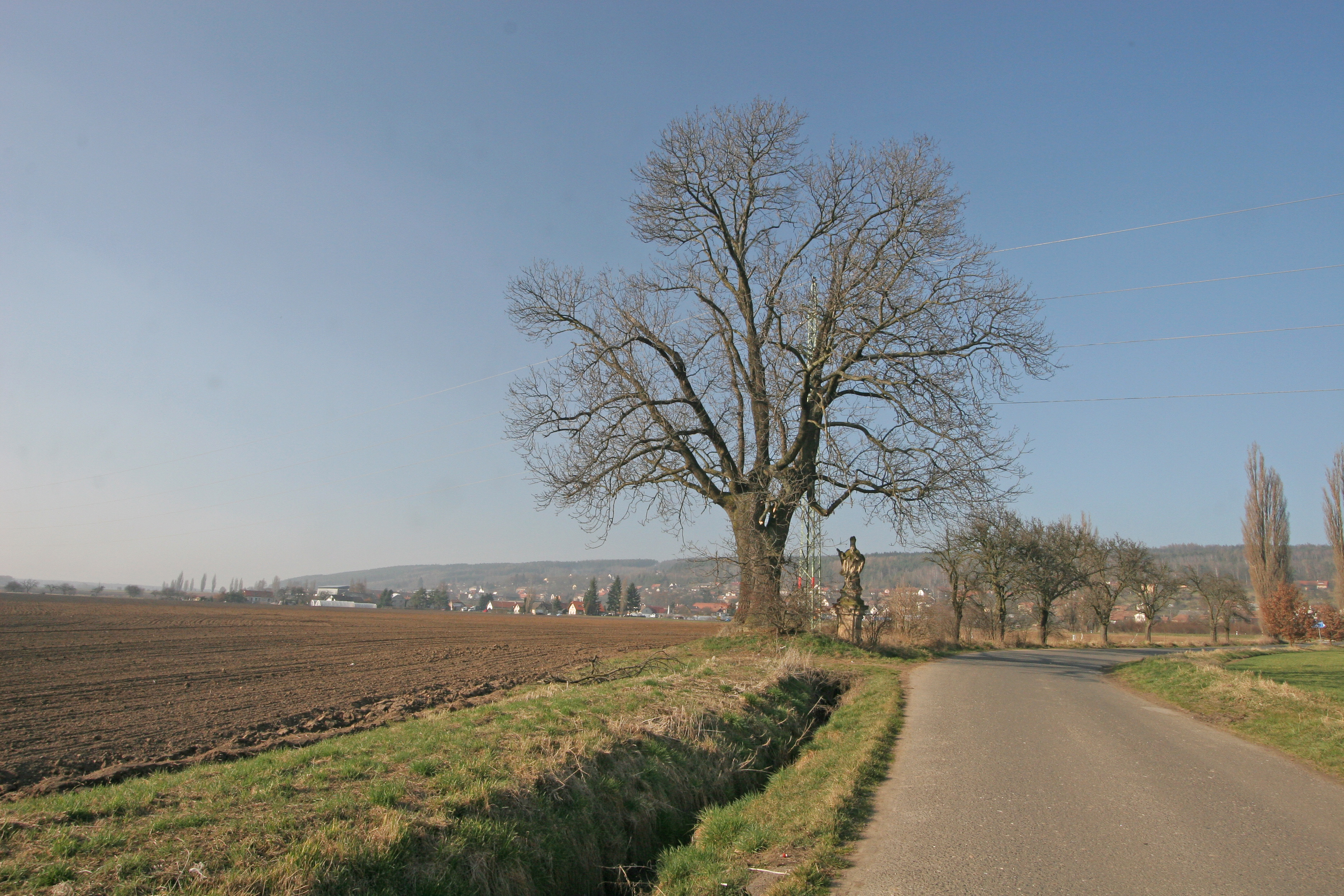
Statue de Sainte-Svetlana.
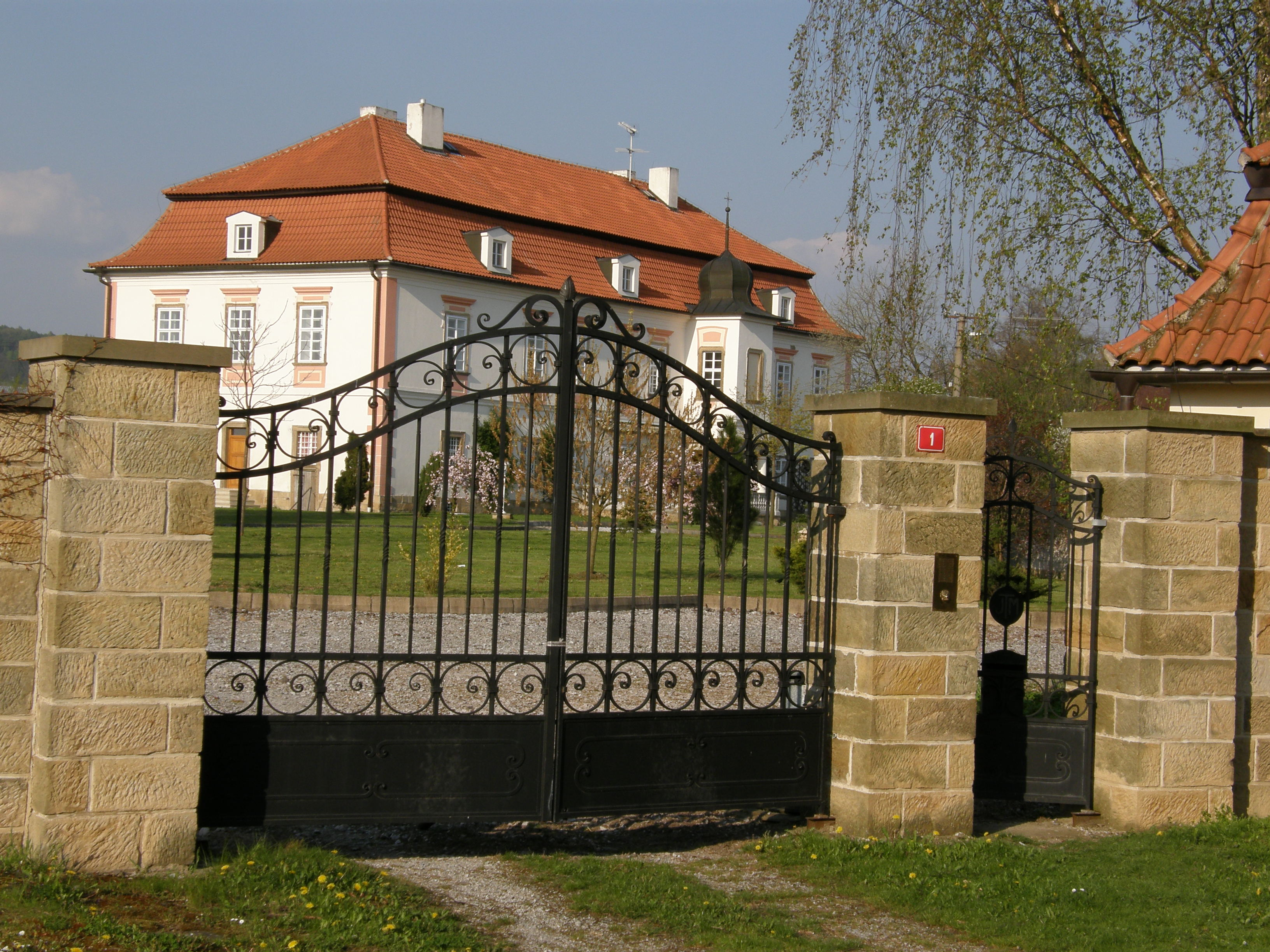
Château de Sobčice.

## Transports
Par la route, Sobčice se trouve à 11 km de Hořice, à 17 km de Jičín, à 35 km de Hradec Králové et à 109 km de Prague. 